# Тепик
Тепик (шп. Tepic) је град у Мексику у савезној држави Најарит. Према процени из 2005. у граду је живело 295.204 становника.

## Становништво
Према подацима са пописа становништва из 2010. године, град је имао 332.863 становника.
| 1990.   | 1995.   | 2000.   | 2005.   | 2010.   |
| ------- | ------- | ------- | ------- | ------- |
| 206.967 | 254.551 | 265.817 | 295.204 | 332.863 |